# Lion Capital LLP
Lion Capital LLP is een Britse investeringsmaatschappij die zich hoofdzakelijk bezighoudt met private equity in Europa. Het hoofdkantoor is gevestigd in Londen.
Lion Capital is opgericht in 2005 door Robert Darwent als afsplitsing van het voormalige Amerikaanse bedrijf Hicks, Muse, Tate & Furst (nu HM Capital). Voor 2005 was Lion Capital actief als Europees filiaal van Hicks Muse.
Lion Capital focust zich voornamelijk op ondernemingen met sterke merknamen. In Nederland was de onderneming eigenaar van warenhuisketen HEMA, maar deze werd op 1 oktober 2018 verkocht aan ondernemer Marcel Boekhoorn. Andere merken die in het bezit zijn geweest van Lion Capital zijn AS Adventure Group (met onder andere de winkelketen Bever), snackfabrikant Ad van Geloven (bekend van het merk Mora), restaurantketen Wagamama en de frisdrankmerken Schweppes en Orangina.